# Musicology (album)
A Musicology Prince huszonnyolcadik stúdióalbuma, amelyet 2004. március 27-től szeptember 9-ig adtak a Musicology Tour koncertjein résztvevőknek Észak-Amerikában. A digitális megjelenés 2004. március 29-én történt. A Musicology öt éve után (Prince néven 10) az első album volt, amelyet Prince egy nagy kiadón keresztül adott ki (Sony Music) és az egyik első, amit Minnesotán kívül vett fel (az album nagy részét Mississaugában [Ontario, Kanada] vette fel). Az album R&B stílusú.
Prince egyik legsikeresebb albuma lett az elmúlt években, harmadik helyet ért el a Billboard 200-on és több másik országban is az első tíz pozíció egyikén végzett. A "Musicology" dalért Prince nyert egy Grammy-díjat "Legjobb hagyományos R&B előadás" kategóriában. Dupla platina minősítést kapott az Amerikai Hanglemezgyártók Szövetségétől (RIAA). Prince a Musicology megjelenésekor azt mondta, hogy az albummal zenei taníttatást akart átadni a hallgatónak.

## Kereskedelmi teljesítmény, díjak
A Musicology Prince legsikeresebb albuma a Diamonds and Pearls óta, a legjobb öt pozíció egyikét érte el az Egyesült Királyságban, az Egyesült Államokban és Németországban, illetve több másik országban is erősen teljesített. A "Musicology" csak Ausztráliában jelent meg kislemezként, de airplay-en keresztül sikeres volt a US R&B listán is. Az album dupla platina minősítést kapott az Amerikai Hanglemezgyártók Szövetségétől (RIAA).
Az album sikerességéhez tartozik az is, hogy az kiosztották koncerteken is, amelyek ára része volt a koncertjegyeknek. Emiatt a Billboard és a Nielsen SoundScan megváltoztatta a metódusát, amellyel számolta az eladásokat. A Billboard szabályai alapján "a vásárlónak meg kell adni a lehetőséget, hogy hozzáadja a CD-t a jegyhez, vagy csak a jegyet vegye meg CD nélkül." Az album hanglemezként 2019 februárjában jelent meg.
Prince két Grammy-díjat nyert, egyet a "Legjobb hagyományos R&B előadás" ("Musicology"), egyet pedig a "Legjobb férfi R&B előadó" kategóriában ("Call My Name"), illetve jelölve volt "Legjobb férfi popénekes teljesítmény" ("Cinnamon Girl"), "Legjobb R&B dal" ("Call My Name" - dalszerző) és "Legjobb R&B album" kategóriákban is. A Rolling Stone magazin olvasói legjobb férfi előadónak és a legkedveltebb visszatérőnek választották.

## Turné
Észak-Amerikában Prince március 27. és szeptember 9. között turnézott. A turné $87.4 millió bevételt hozott és 1.47 millióan vettek részt rajta, ami koncertenként 19 ezer ember. A koncerteken csak néhány dalt játszott az albumról, mint a "Musicology"-t, a "Call My Name"-t és a "Cinnamon Girl"-t. Minden koncertjegy mellé járt a Musicology album egy példánya.

## Számlista
|     | Cím                                 | Hossz |
| --- | ----------------------------------- | ----- |
| 1.  | Musicology                          | 4:26  |
| 2.  | Illusion, Coma, Pimp & Circumstance | 4:46  |
| 3.  | A Million Days                      | 3:50  |
| 4.  | Life 'o' the Party                  | 4:29  |
| 5.  | Call My Name                        | 5:15  |
| 6.  | Cinnamon Girl                       | 3:56  |
| 7.  | What Do U Want Me 2 Do?             | 4:15  |
| 8.  | The Marrying Kind                   | 2:49  |
| 9.  | If Eye Was the Man in Ur Life       | 3:09  |
| 10. | On the Couch                        | 3:33  |
| 11. | Dear Mr. Man                        | 4:14  |
| 12. | Reflection                          | 3:04  |

## Közreműködők
- Prince – összes ének és hangszer, kivéve:[1]
- Candy Dulfer – ének ("Life 'o' the Party", "Cinnamon Girl"), szaxofon ("Life 'o' the Party"), kürt ("The Marrying Kind", "If Eye Was the Man in Ur Life", "On the Couch")
- Chance Howard – ének ("Life 'o' the Party", "Call My Name", "Cinnamon Girl")
- Stokley – ének ("Call My Name")
- Kip Blackshire – ének ("Call My Name")
- Clare Fischer – vonósok ("Call My Name")
- Rhonda Smith –ének ("Cinnamon Girl"), basszusgitár ("Dear Mr. Man")
- John Blackwell – dobok ("The Marrying Kind", "If Eye Was the Man in Ur Life", "On the Couch", "Dear Mr. Man")
- Maceo Parker – kürt ("The Marrying Kind", "If Eye Was the Man in Ur Life", "On the Couch")
- Greg Boyer – kürt ("The Marrying Kind", "If Eye Was the Man in Ur Life", "On the Couch")
- Ornella Bonaccorsi – olasz beszéd ("What Do U Want Me 2 Do?")
- Sheila E. – shaker ("Dear Mr. Man")
- Renato Neto – Fender Rhodes ("Dear Mr. Man")

## Kislemezek
| Kislemez                                | Slágerlista | Slágerlista | Slágerlista       |
| Kislemez                                | US          | US R&B      | US Bubbling Under |
| --------------------------------------- | ----------- | ----------- | ----------------- |
| "Musicology"                            | –           | 3           | 25                |
| "Call My Name"                          | 75          | –           | –                 |
| "Cinnamon Girl" (Egyesült Királyságban) | –           | –           | –                 |

## Slágerlisták
| Slágerlista (2004)                     | Legmagasabb pozíció |
| -------------------------------------- | ------------------- |
| Ausztrál Albumok (ARIA)                | 19                  |
| Osztrák Albumok (Ö3 Austria)           | 4                   |
| Belga Albumok (Ultratop Flanders)      | 6                   |
| Belga Albumok (Ultratop Wallonia)      | 18                  |
| Dán Albumok (Hitlisten)                | 2                   |
| Holland Albumok (Album Top 100)        | 3                   |
| Finn Albumok (Suomen virallinen lista) | 22                  |
| Francia Albumok (SNEP)                 | 7                   |
| Német Albumok (Offizielle Top 100)     | 4                   |
| Olasz Albumok (FIMI)                   | 10                  |
| Új-zélandi Albumok (RMNZ)              | 25                  |
| Norvég Albumok (VG-lista)              | 2                   |
| Lengyel Albumok (ZPAV)                 | 18                  |
| Spanyol Albumok (AFYVE)                | 20                  |
| Svéd Albumok (Sverigetopplistan)       | 6                   |
| Svájci Albumok (Schweizer Hitparade)   | 2                   |
| UK Albums (OCC)                        | 3                   |
| US Billboard 200                       | 3                   |
| US Top R&B/Hip-Hop Albums (Billboard)  | 3                   |
| Slágerlista (2020)                     | Legmagasabb pozíció |
| Portugál Albumok (AFP)                 | 49                  |

| Slágerlista (2004)                    | Pozíció |
| ------------------------------------- | ------- |
| Belga Albumok (Ultratop Flanders)     | 70      |
| Holland Albumok (Album Top 100)       | 25      |
| Svájci Albumok (Schweizer Hitparade)  | 48      |
| UK Albums (OCC)                       | 192     |
| US Billboard 200                      | 25      |
| US Top R&B/Hip-Hop Albums (Billboard) | 28      |

## Minősítések
| Régió                    | Minősítés  | Példányszám |
| ------------------------ | ---------- | ----------- |
| Egyesült Államok (RIAA)  | 2× Platina | 2,000,000   |
| Egyesült Királyság (BPI) | Arany      | 100,000     |
| Hollandia (NVPI)         | Arany      | 40,000      |
| Kanada (Music Canada)    | Arany      | 50,000      |
| Svájc (IFPI Switzerland) | Arany      | 20,000      |